# Catedral de Reims
La catedral de Nuestra Señora de Reims (en francés: Cathédrale Notre-Dame de Reims) es una catedral de culto católico de la ciudad francesa de Reims, en el departamento de Marne, al noreste del país. El templo, que se encuentra bajo la advocación de Nuestra Señora, la Virgen María, es la cabeza de la archidiócesis de Reims.
Construida en el siglo XIII, después de las catedrales de París y de Chartres, pero antes de las catedrales de Estrasburgo, Amiens y Beauvais, se trata de uno de los edificios góticos de mayor importancia en Francia, tanto por su extraordinaria arquitectura como por su riquísima estatuaria.
En 1991, como parte del bien «catedral de Notre-Dame, antigua abadía de Saint-Remi y Palacio de Tau, Reims», fue declarada Patrimonio de la Humanidad por la Unesco.
La catedral de Reims fue, desde la Edad Media, el lugar donde se celebró la ceremonia de consagración de los reyes de Francia, consagrándose treinta y tres soberanos en poco más de 1000 años. El último rey consagrado fue Carlos X, el 29 de mayo de 1825.

## Historia
En el siglo V, el obispo san Nicasio levantó una primera catedral sobre antiguas termas romanas. Dedicado ya a la Virgen María, este edificio fue el escenario del bautizo de Clodoveo (498), consagrado por el arzobispo San Remigio. En 816, el hijo de Carlomagno, Ludovico Pío eligió Reims para ser consagrado emperador. El prestigio del santo óleo y la potencia política de los arzobispos de Reims llevaron a establecer definitivamente el lugar de la consagración real en Reims, a partir del reinado de Enrique I (1031-1060).
El 6 de mayo de 1211, el arzobispo de Reims, Aubry de Humbert, inició la construcción de la nueva catedral de Reims (el edificio actual), destinada a sustituir la catedral carolingia, destruida por un incendio en el año anterior. Se sucedieron en las obras cuatro arquitectos (Jean d'Orbais, Jean-le-Loup, Gaucher de Reims y Bernard de Soissons), y en 1275 ya estaba el grueso de las obras terminado. La catedral, pues, estaba acabada para finales del siglo XIII, con la excepción de la fachada occidental. Esa sección se construyó en el siglo XIV, a partir de los diseños del siglo XIII—la nave central mientras tanto se había alargado para abrir espacio para las muchedumbres que acudía a las coronaciones. Las torres, de 81 metros de alto, se diseñaron en principio para alcanzar los 120 metros. La torre meridional tiene dos grandes campanas; una de ellas, a la que se llama «Charlotte» por Carlos, cardenal de Lorena en 1570, pesa más de 10 000 kilos.
En 1875 la Asamblea Nacional Francesa proporcionó fondos para reparar la fachada y las balaustradas. La fachada es la parte más destacada del edificio, y una de las grandes obras maestras de la Edad Media. 
La catedral de Reims fue calificada de «mártir» después de la Primera Guerra Mundial por ser bombardeada por los alemanes, que veían en ella un símbolo nacional de Francia. Un andamio dejado en la torre norte se incendió, lo que permitió que el incendio se propagase por todo el armazón. Se fundió todo el plomo de la techumbre y se vertió por las gárgolas. Lo recogieron los vecinos quienes lo restituyeron después del conflicto.
Los trabajos de restauración comenzaron en 1919, bajo la dirección de Henri Deneux, nacido en Reims y arquitecto jefe de Monuments Historiques; la catedral se volvió a abrir en 1938, gracias en parte al apoyo financiero de la Fundación Rockefeller, pero desde entonces los trabajos han continuado sin cesar.
El armazón de madera destruido fue sustituido por una estructura más ligera e ininflamable, constituida de pequeños elementos de cemento armado, unidos por chavetas de roble para garantizar la flexibilidad del conjunto.
El número de las estatuas (2303) es impresionante y supera al de todas las otras catedrales europeas. Incluso la fachada interior resulta ornada de figuras esculpidas, entre ellas la famosa «comunión del caballero».

## Descripción

### Fuera
Los tres pórticos están cargados de estatuas y estatuillas; entre las catedrales europeas, solo Chartres tiene más figuras esculpidas. 

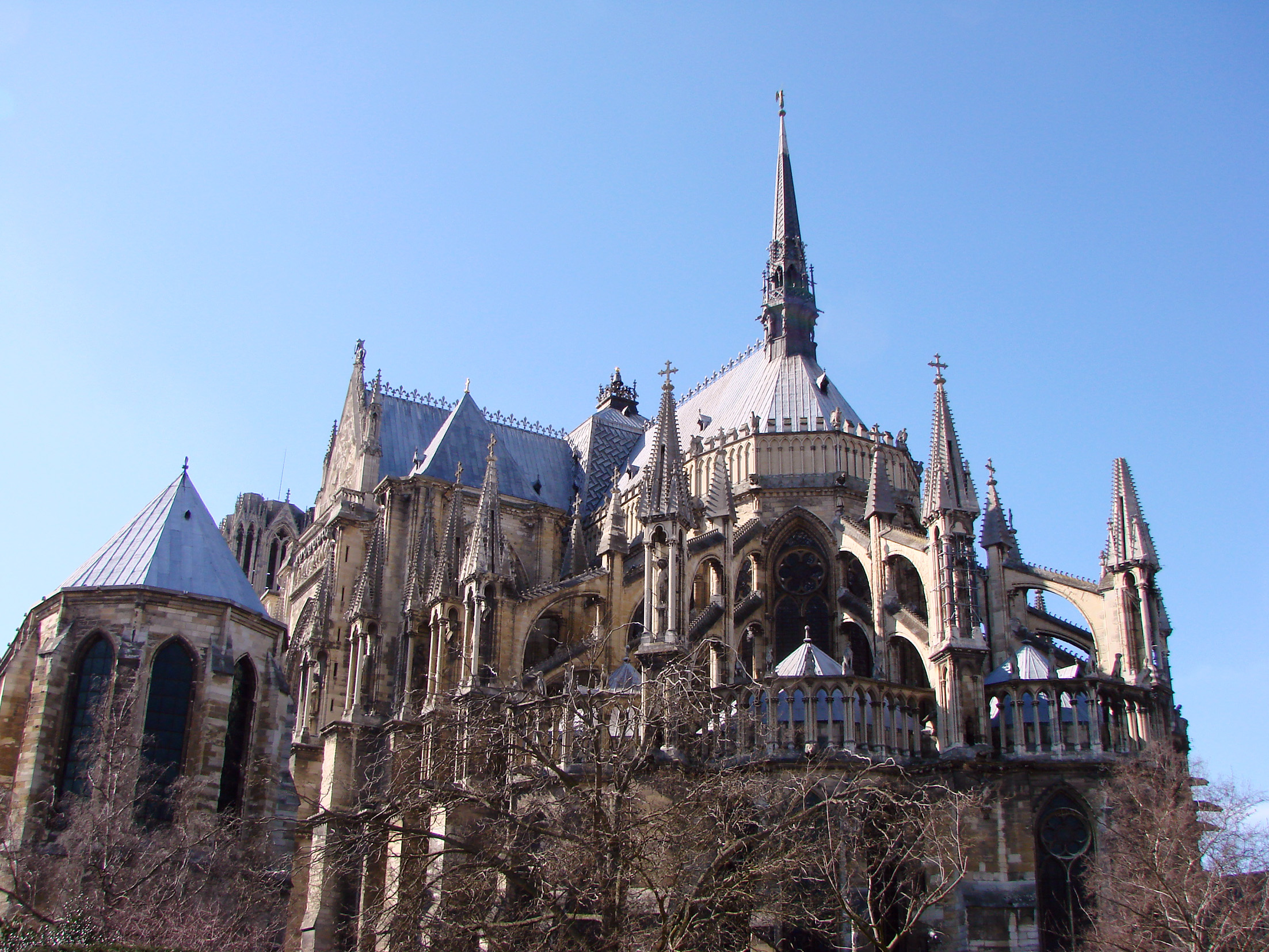
Cabecera de la catedral

El pórtico Mayor, dedicado a la Virgen María, tiene por encima un rosetón enmarcado en un arco en sí mismo decorado también con estatuas, en lugar del habitual tímpano esculpido, esta escultura está hecha de piedra. Destacan los grupos de las jambas, donde se encuentra el tema de la Anunciación. Se puede ver la búsqueda de una nueva expresión donde los personajes parecen querer argumentar entre ellos, con gestos y expresiones individualizadas. El Ángel de la Sonrisa es el paradigma de esta nueva escultura gótica.
La «galería de los reyes» por encima muestra el bautismo de Clodoveo en el centro flanqueado por estatuas de sus sucesores.
Las fachadas del transepto están también decoradas con esculturas. La del norte tiene estatuas de los obispos de Reims, una representación del Juicio Final y una figura de Jesús (le Beau Dieu), mientras que en el lado meridional tiene un bello rosetón moderno con los profetas y los apóstoles. Un incendio destruyó el tejado y las agujas en 1481: de las cuatro torres que flanqueaban los transeptos, nada queda por encima de la altura del tejado. Sobre el coro se alza un elegante campanario de madera cubierto de plomo que tiene 18 metros de alto, reconstruido en el siglo XV y en los años 1920.
Las torres miden 86 metros de altura. Entre otras escenas representadas, están la lucha entre David y Goliat, y la coronación de la Virgen María.

### Interior

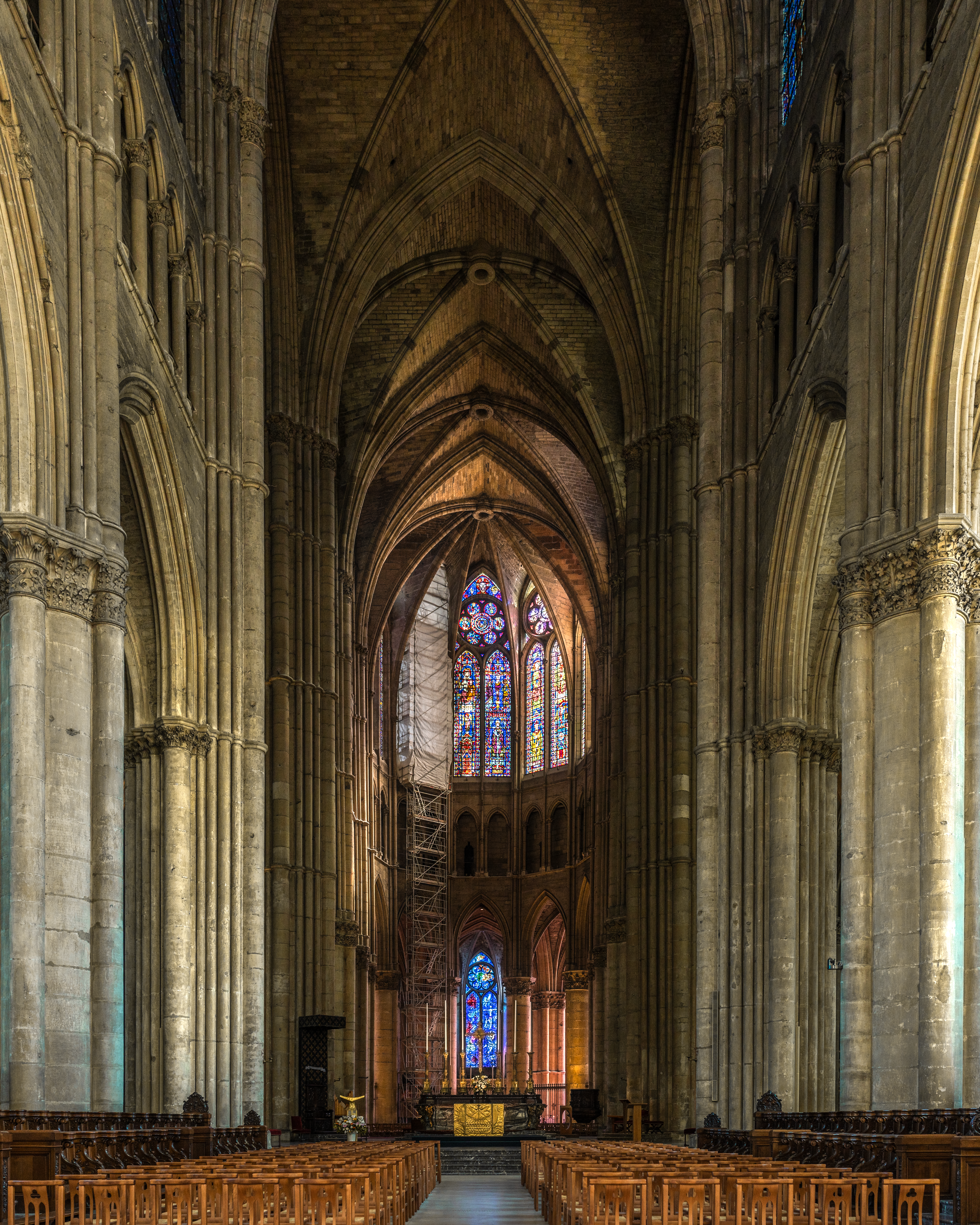
Vista interior de la Catedral de Riems

El edificio destaca por su unidad de estilo, debido a que su construcción no duró más de dos siglos (y principalmente se llevó a cabo en el siglo XIII).
La altura de la nave es de 38 metros en el centro (Amiens: 42,30 m; Beauvais: 46,77 m). La nave mide 138,75 metros de largo y unos 30 de ancho. Comprende una nave central y dos laterales, los transeptos también tienen naves, un coro con doble pasillo y un ábside con girola y capillas radiales.
La catedral posee tapices, entre ellos una serie presentada por Robert de Lénoncourt (m. 1532), arzobispo con Francisco I, representando la vida de la Virgen. Actualmente se pueden ver en el anterior palacio del obispo, el Palacio de Tau. El transepto norte contiene un órgano en una llamativa caja gótica. El reloj del coro está adornado con curiosas figuras mecánicas. Conserva vidrieras que van desde el siglo XIII al XX; Marc Chagall diseñó la vidriera instalada en 1974 en el eje del ábside.
En su piso se destaca el famoso laberinto, tomado como logo de monumento histórico de Francia. Inscrito en piedra con un diámetro de 13 m., fue destruido en 1778 y solo se conoce a través de copias, aunque algunas de estas se encuentran inconclusas o muchas veces no son demasiado claros los elementos en ellas. La imagen es de tipo conmemorativo, en las esquinas se encuentran dispuestas, específicamente y con una secuencia que obedece a la evolución de la obra, los arquitectos respecto a sus méritos o como una sugerencia de Saint-Paul basada en un hábito encontrado en la liturgia.
Uno de los dibujos más aceptados por los estudiosos de la materia y de la catedral ha sido el de Ceiller, este muestra las cabezas, manos, pies, atributos e inscripciones hechos con finas líneas que producen un efecto de cuerpos sólidos de las representaciones de los arquitectos en las esquinas y en el cual influye el material, plomo o una especie de masilla, que fue vertido en las grietas hechas con cincel.
Hubo cuatro campañas y hay cuatro arquitectos identificados:
- 1. Jean d’Orbais: El patrón geométrico que lo acompaña en el laberinto es el que encontramos en el diseño del hemiciclo de la catedral, se desconoce el tiempo en el que inició sus trabajos, pero ha sido propuesta la idea de que fue reemplazado en 1220 por el siguiente arquitecto.
- 2. Jean le-Loup: Se le ha identificado por la similitud entre los diseños de las dos fachadas consecutivamente diseñadas y se cree que trabajó en el período que va de 1220 a 1236, después de los disturbios de 1233 reanudó su trabajo hasta la última fecha marcada.
- 3. Gaucher de Reims: Se especula trabajó por ocho años durante la tercera campaña, de 1236 a 1244. Durante los primeros años (hasta 1241) terminó la cabecera, el transepto y tres bahías de la nave. De acuerdo con el laberinto pudo haber sido el responsable principal de la escultura de la fachada oeste.
- 4. Bernard de Soissuns: El último arquitecto que inició los trabajos en 1254 y que se cree murió o abandonó la obra en 1289, fue el responsable de las bahías occidentales y la fachada actual.

De la figura desconocida ubicada en el centro del laberinto Wyffels-Simoens identifica a este personaje como el primer arquitecto que laboró de 1210 a 1211 aunque no nos da un nombre con el cual llamar a dicho artista; Élie Lambert nos ofrece un nombre, el maestro de principios del siglo XIV Robert de Couajn a quien le da las labores del 1311.
El tesoro, conservado en el Palacio de Tau, incluye muchos objetos preciosos, entre ellos la Sainte Ampoule, o Santa Ampolla, sucesora de la antigua que contenía el aceite con el que los reyes franceses eran ungidos, que se rompió durante la Revolución francesa, un fragmento de la cual está contenido en la actual Ampoule.